# Brenz (rivier)
De Brenz is een 52 km lange zijrivier van de Donau en stroomt door het oosten van de Schwäbische Alb, in de Duitse deelstaten Baden-Württemberg en Beieren.
De rivier is niet bevaarbaar. Het is een noordelijke, dus stroomafwaarts kijkend, linker zijrivier van de Donau. In de Brenz monden talrijke kleine beken uit.
Op slechts 1½ km van de bron, in het gehucht Itzelberg, gemeente Königsbronn, is omstreeks 1400 door cisterciënzer monniken een thans 8,4 hectare groot stuwmeertje aangelegd, de Itzelberger See. Bij het meer werden een visvijver en een aantal watermolens gebouwd. Later is het meertje gaan dienen als stuwmeer voor kleinschalige drinkwaterwinning. Een gedeelte is vogelreservaat.
Grote delen van de oevers van de Brenz zijn wegens het voorkomen van zeldzame planten en dieren natuurreservaat. Vooral het Eselsburger Tal bij Eselsburg, waarin zich de – niet voor toeristen toegankelijke – grot Spitzbubenhöhle bevindt,  is een aantrekkelijk reis- en excursiedoel voor natuurliefhebbers.
In het dal van de Brenz zijn talrijke kastelen en kloosters gebouwd; van de meeste van deze gebouwen zijn slechts ruïnes bewaard, vaak op schilderachtige locaties met fraai uitzicht.
In de gemeente Sontheim an der Brenz ligt een dorp met de naam Brenz an der Brenz, en ook een kasteel Brenz.

## Afbeeldingen

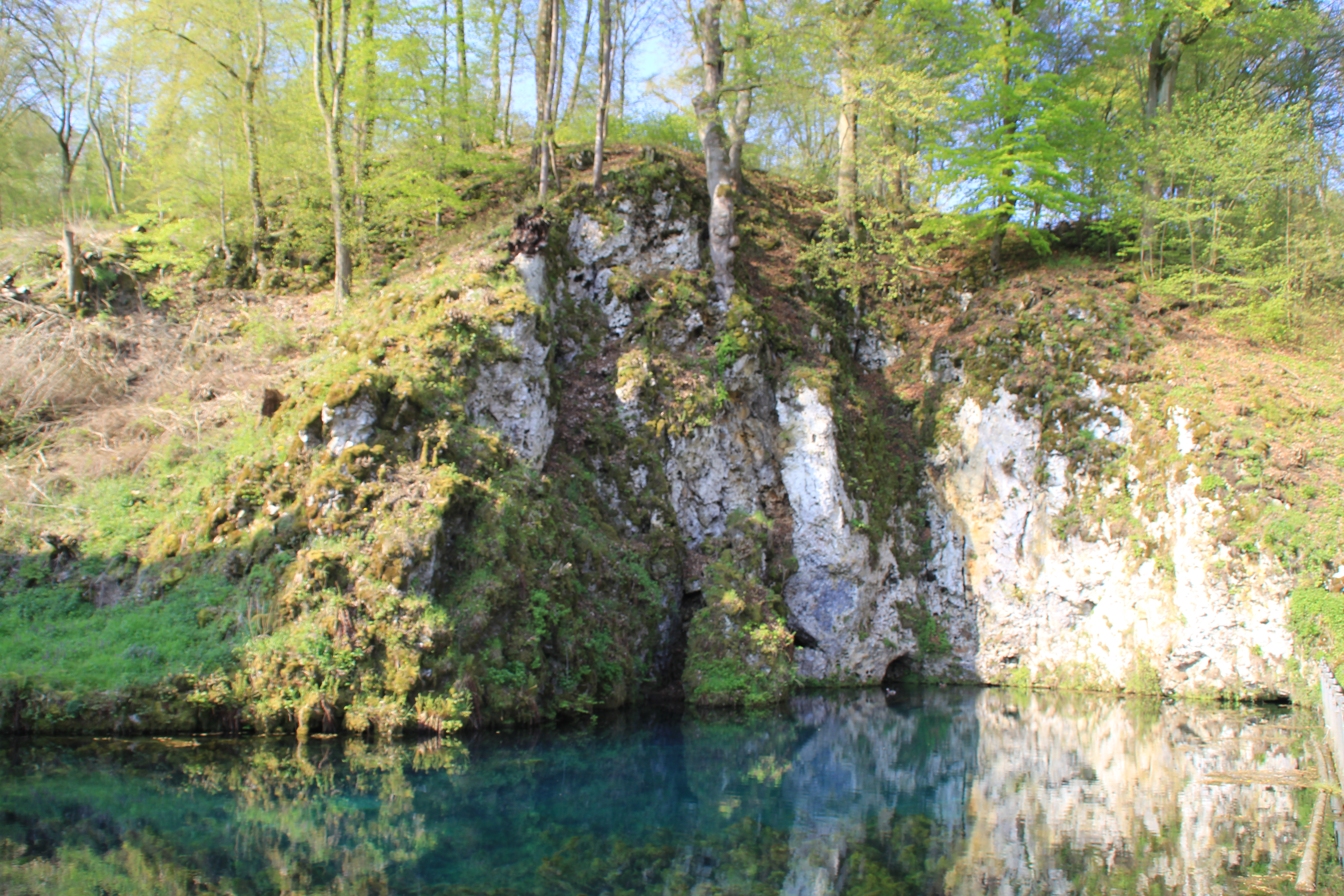
De Brenztopf, de bron van de Brenz
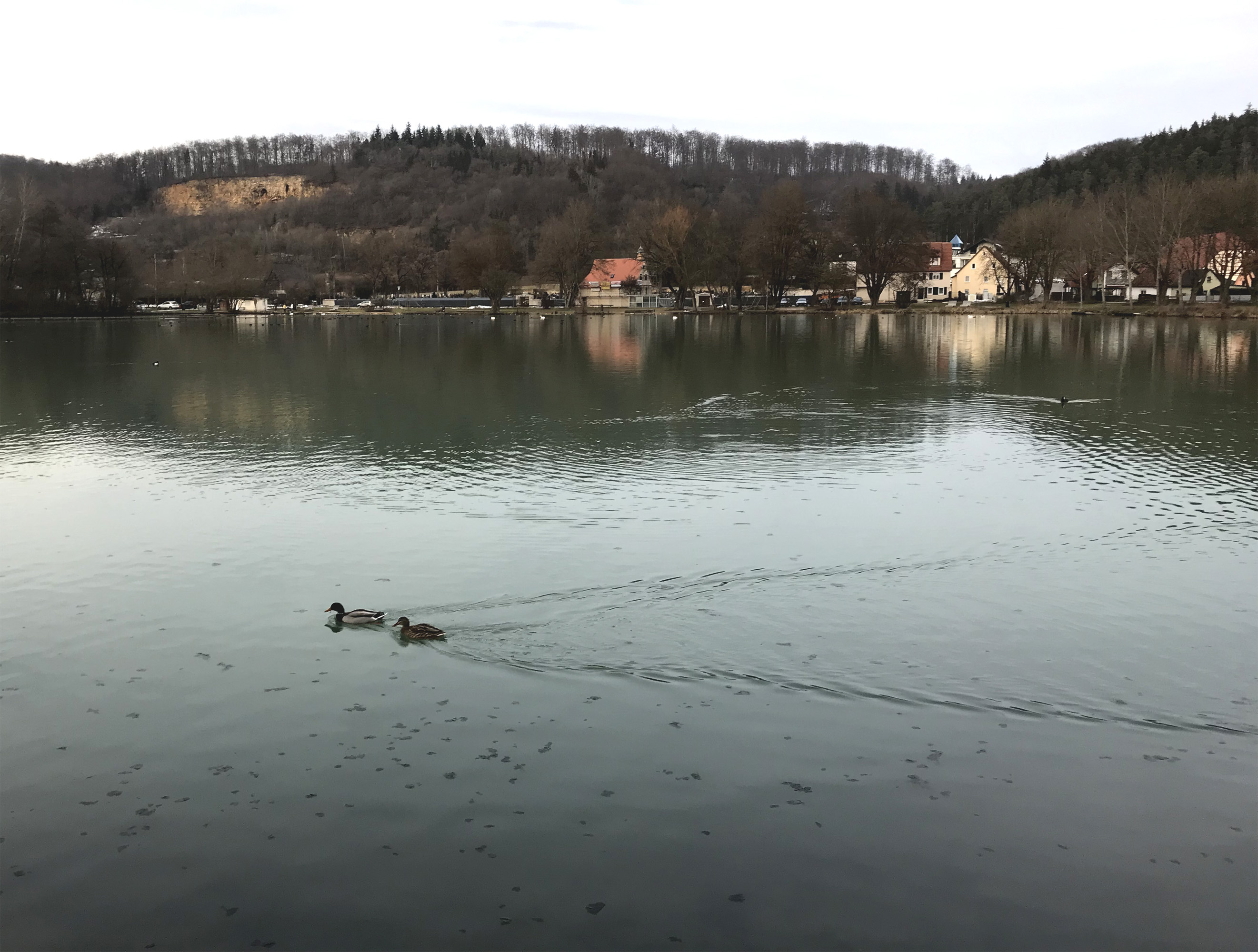
Itzelberger See
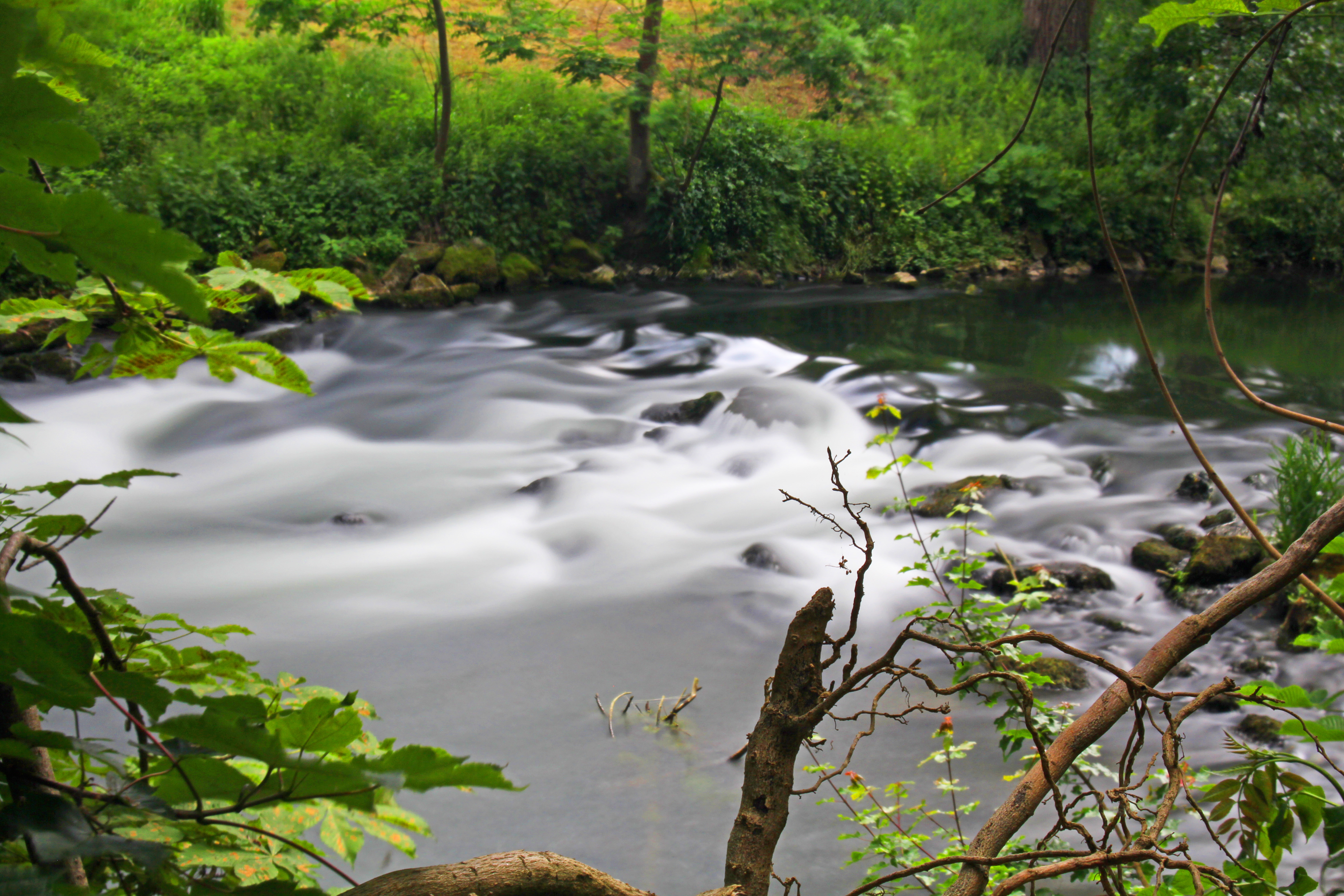
Nabij de monding van de Brenz in de Donau
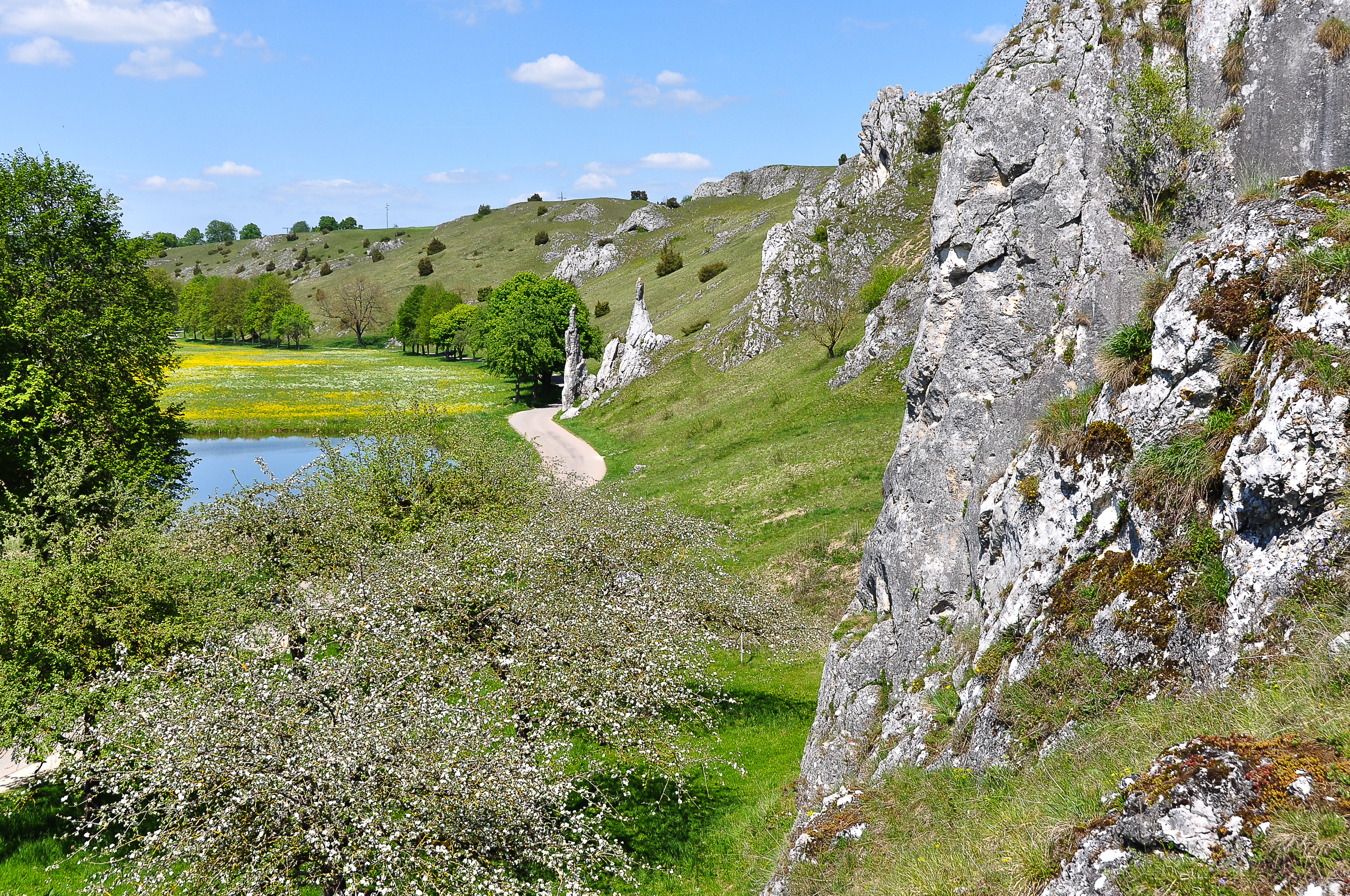
Eselsburger Tal
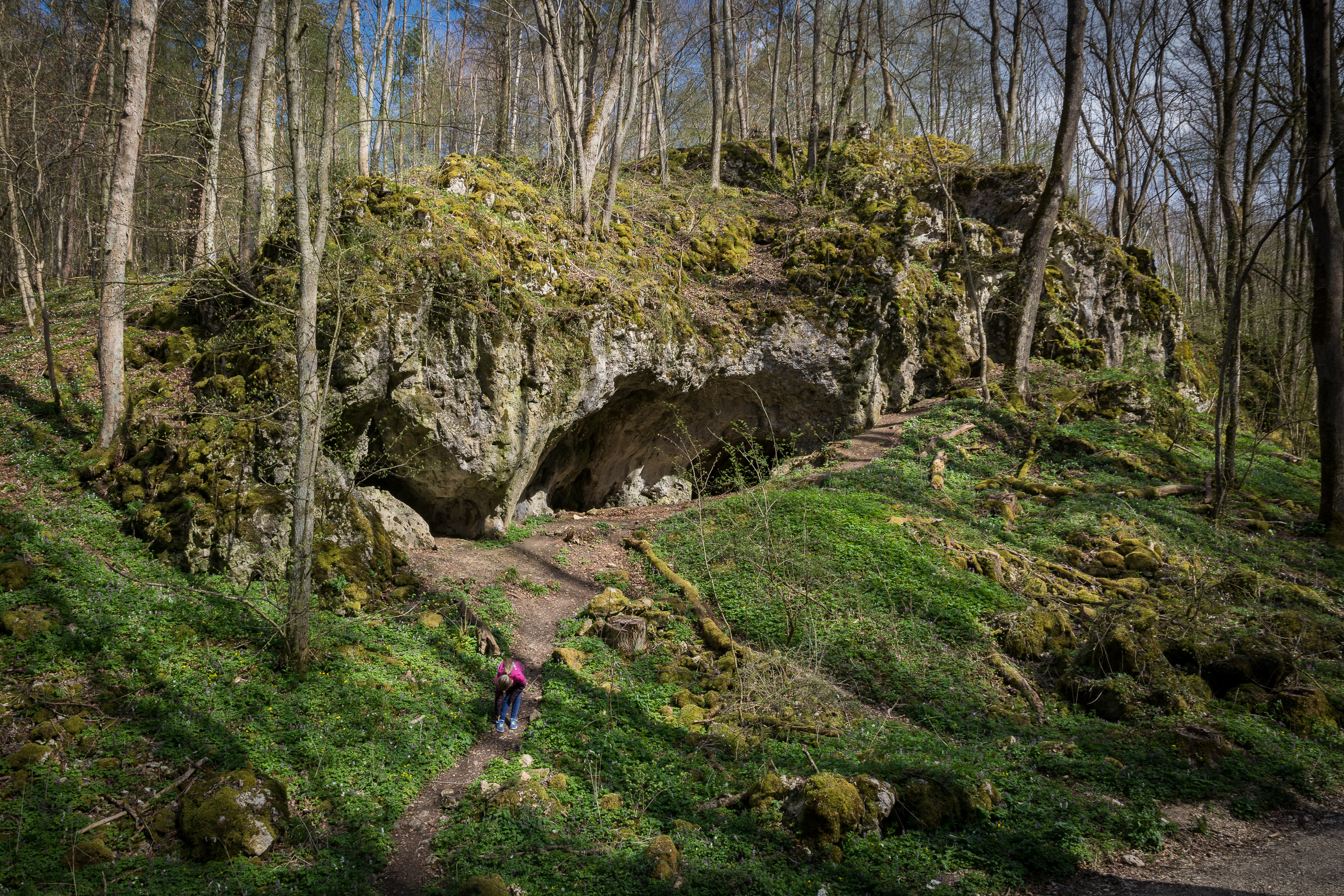
De Spitzbubenhöhle in dit dal
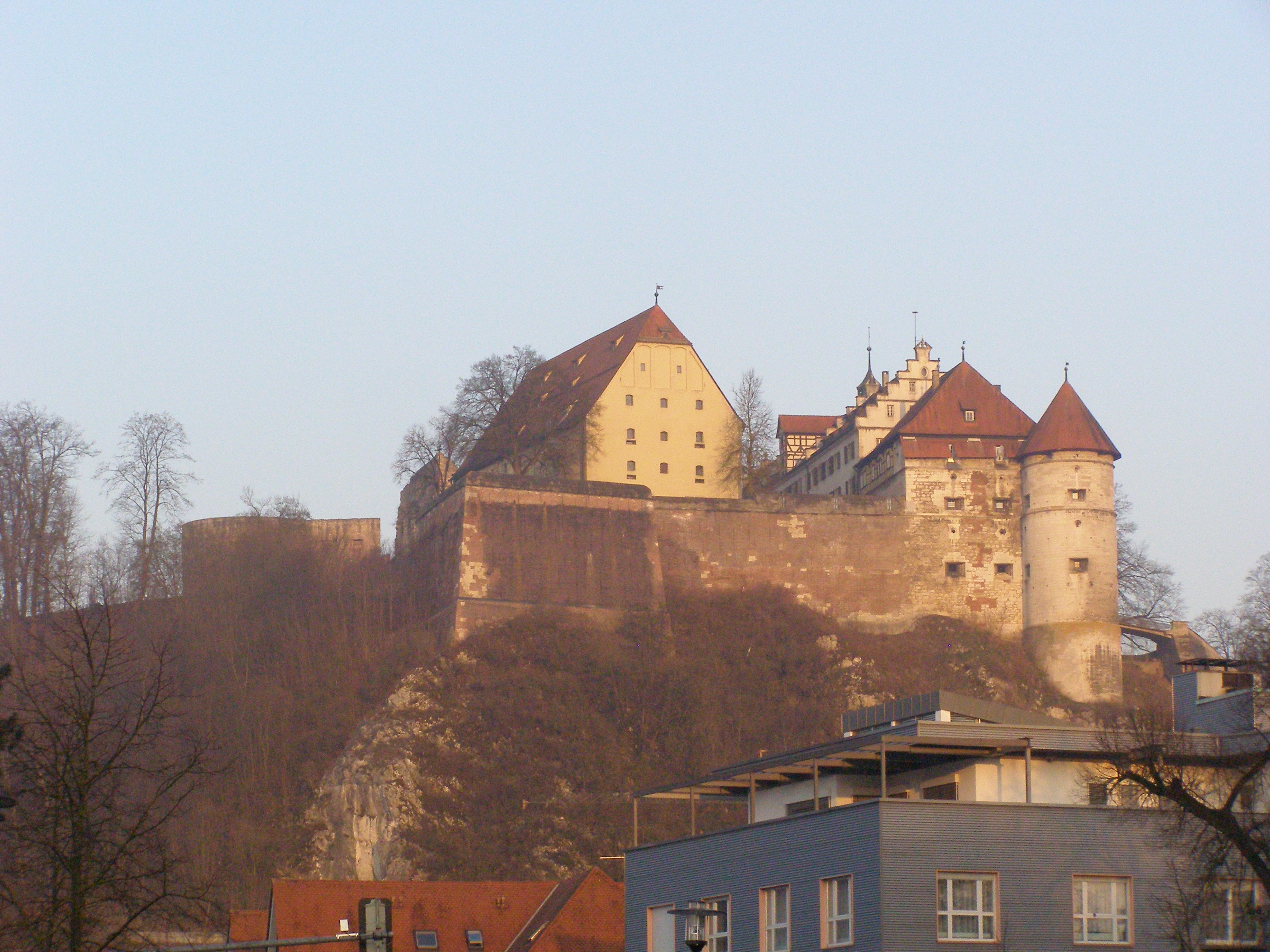
Kasteel Hellenstein te Heidenheim an der Brenz